# Lormi
Lormi è una suddivisione dell'India, classificata come nagar panchayat, di 12.158 abitanti, situata nel distretto di Bilaspur, nello stato federato del Chhattisgarh. In base al numero di abitanti la città rientra nella classe IV (da 10.000 a 19.999 persone).

## Geografia fisica
La città è situata a 22° 16' 60 N e 81° 43' 60 E e ha un'altitudine di 314 m s.l.m..

## Società

### Evoluzione demografica
Al censimento del 2001 la popolazione di Lormi assommava a 12.158 persone, delle quali 6.264 maschi e 5.894 femmine. I bambini di età inferiore o uguale ai sei anni assommavano a 1.772, dei quali 943 maschi e 829 femmine. Infine, coloro che erano in grado di saper almeno leggere e scrivere erano 7.651, dei quali 4.587 maschi e 3.064 femmine.